# Lea Giunchi
Lea Giunchi (Cervia, 4 gennaio 1884 – Milano, 3 gennaio 1938) è stata un'attrice italiana del cinema muto. Fu una delle prime donne comiche del cinema italiano.

## Biografia
Iniziò prima come artista circense, che fece fino al 1909 quando insieme al compagno Natalino Guillaume e al fratello di quest'ultimo, Ferdinando, fu assunta dalla casa cinematografica Cines di Roma, e intraprese la carriera cinematografica. Dal 1911 utilizzò spesso il nome d'arte Lea, omettendo il cognome, facendo da spalla a Tontolini, personaggio interpretato dal cognato.
Realizzò una serie di film i cui titoli contenevano il suo nome, il primo dei quali girato nel 1910, con il titolo Lea in convitto, a cui fecero seguito i film Lea si diverte e Lea vuol morire del 1912, Lea e il gomitolo del 1913, e tanti altri. Il ruolo di "Lea" lo ricoprì in oltre 40 film fino al 1914.
Fu interprete anche in film drammatici, come Quo vadis? del 1913, nel ruolo di Licia. Lavorò insieme ad altri comici dell'epoca come Kri-Kri (Raymond Dandy), Checco (Giuseppe Gambardella), e il piccolo Cinessino, interpretato dal figlio Eraldo. 
La sua carriera artistica durò fino al 1919, quando ella stessa decise di abbandonarla a seguito della tragica morte del compagno Natalino Guillaume.

## Filmografia parziale

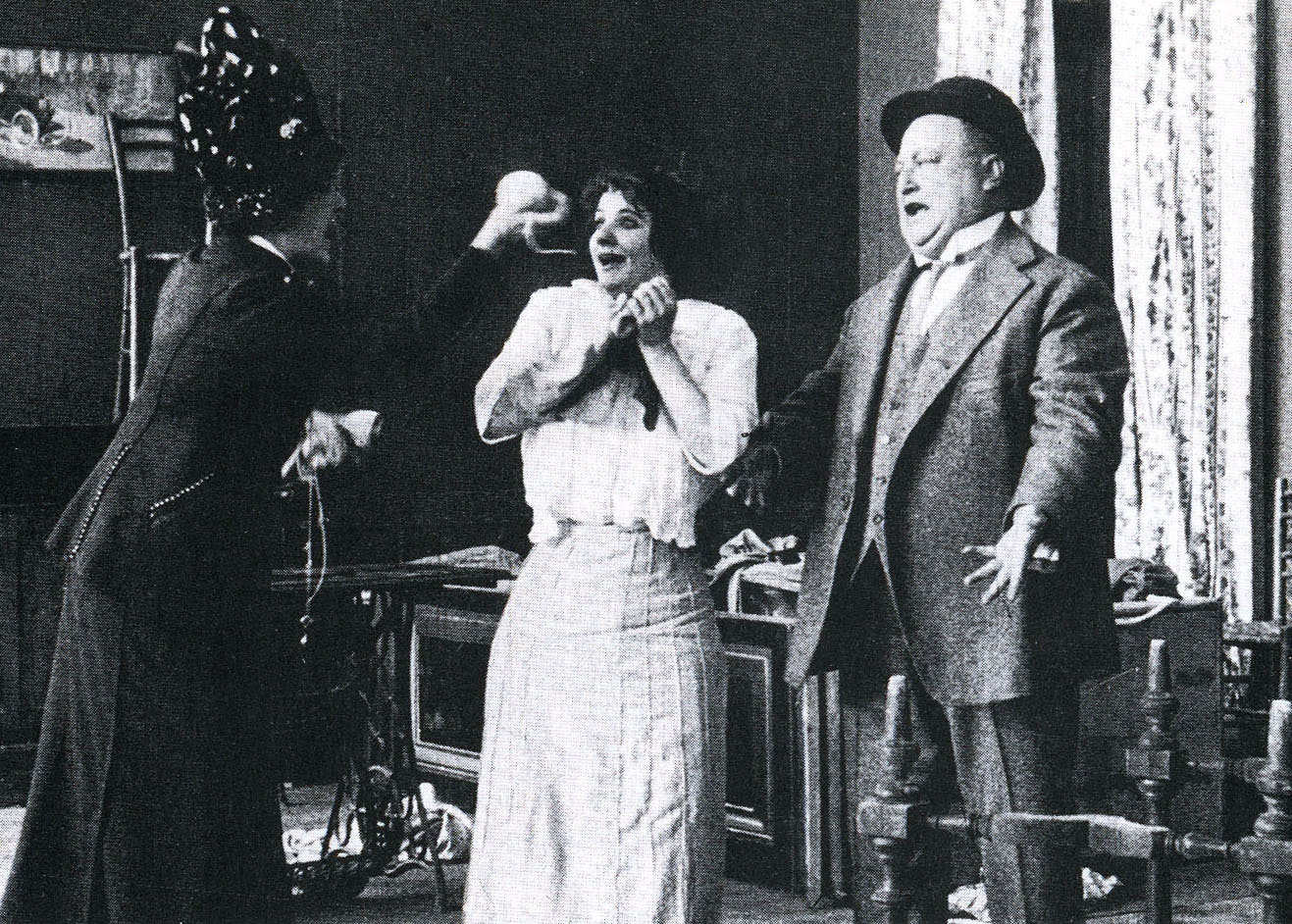
Lea Giunchi e Giuseppe Gambardella nel film Il gomitolo

- Tontolini, regia di Giulio Antamoro (1910)
- Lea in convitto (1910)
- Uno sbaglio di Tontolini (1910)
- Lea femminista (1910)
- Tontolini passa un brutto quarto d'ora (1911)
- Lea militare (1911)
- Tontolini impara a ballare (1911)
- Lea fa ginnastica (1911)
- Lea cerca marito (1911)
- Pinocchio, regia di Giulio Antamoro (1911)
- Lea e Checco in viaggio di nozze (1912)
- Kri Kri in prova (1912)
- Tontolini cerca un ladro (1912)
- Il violino e la pipa (1912)
- Quo vadis?, regia di Enrico Guazzoni (1913)
- Le mani ignote, regia di Enrique Santos (1913)
- La zingara (1913)
- Cinessino e la pipa del nonno (1914)
- Immolazione, regia di Enrico Guazzoni (1914)
- Il grido dell'innocenza, regia di Augusto Genina (1914)
- Rataplan, regia di Salvatore Auteri-Marazzan (1914)
- Madame Coralie & C., regia di Maurice Hennequin (1914)
- Polidor e l'americana, regia di Ferdinand Guillaume (1915)
- La beffa atroce, regia di Carmine Gallone (1915)
- L'acrobata mascherato, regia di Enrique Santos (1915)
- Viaggio di nozze di Kri Kri, regia di Raymond Dandy (1916)
- Il sopravvissuto, regia di Augusto Genina (1916)
- Le strenne di Cinessino (1916)
- La maschera dell'amore, regia di Ivo Illuminati (1916)
- La cieca di Sorrento, regia di Gustavo Serena (1916)
- Il fuoco accanto alla paglia, regia di Camillo De Riso (1916)
- Polidor il giorno... Lea la notte, regia di Ferdinand Guillaume (1916)
- Don Giovanni, regia di Edoardo Bencivegna (1916)
- Matrimonio d'interesse, regia di Camillo De Riso (1917)
- La chiamavano Cosetta, regia di Eugenio Perego (1917)
- Parigi misteriosa, regia di Gustavo Serena (1917)
- Crispino e la comare, regia di Camillo De Riso (1918)
- Scarpetta e l'americana, regia di Enrico Guazzoni (1918)
- P.L.M. ossia l'assassinio della Paris-Lyon-Mediterranée, regia di Edoardo Bencivegna (1918)
- Lasciate fare a Niniche, regia di Eugenio Perego (1919)